# Campanha de Saut
Campanha de Saut (en francès Campagna-de-Sault) és un municipi francès situat al departament de l'Aude i a la regió d'Occitània.